# 法兰西地区巴耶
法兰西地区巴耶（法語：Baillet-en-France，法語：[bajɛ ɑ̃ fʁɑ̃s] ⓘ）是法国法兰西岛大区瓦兹河谷省的一个市镇，属于萨塞勒区。

## 地理
法兰西地区巴耶（49°3'44"N, 2°17'58"E）面积7.91 平方千米，位于法国法蘭西島大區瓦兹河谷省，该省份为法国北部内陆省份，北起瓦兹省，西接厄尔省，南至塞纳-圣但尼省、上塞纳省和伊夫林省，东临塞纳-马恩省。
与法兰西地区巴耶接壤的市镇（或旧市镇、城区）包括：蒙苏、阿坦维尔、布费蒙、绍夫里、穆瓦塞勒。

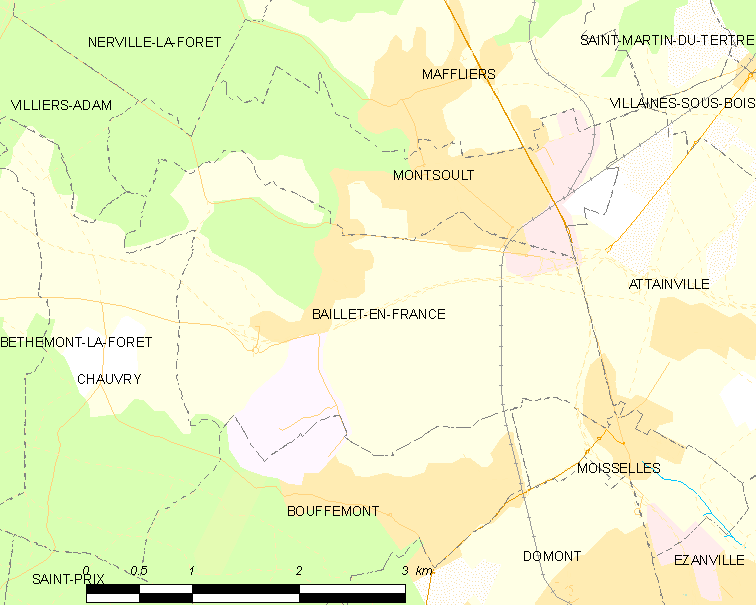
法兰西地区巴耶的OSM定位图

法兰西地区巴耶的时区为UTC+01:00、UTC+02:00（夏令时）。

## 行政
法兰西地区巴耶的邮政编码为95560，INSEE市镇编码为95042。

## 政治
法兰西地区巴耶所属的省级选区为多蒙县。

## 人口

1962-2008年间法兰西地区巴耶人口变化图示

法兰西地区巴耶于2022年1月1日时的人口数量为1947人。